# Ortoptere
Ortopterele (Orthoptera) (din greaca orthos = drept; pteron = aripă;) sau saltatoriile (Saltatoria) (din latina saltare = a sări) sunt un ordin de insecte de mărimi mijlocii și mari (10 – 100 mm), foarte comune, ca lăcustele, greierii, chifterițele (coropișnițele). Picioarele sunt lungi, în special cele posterioare care sunt conformate pentru sărit, de unde și numele de Saltatoria. Aripile anterioare sunt drepte (de unde și numele de Orthoptera), înguste, ușor chitinizate (pergamentoase), scorțoase și se numesc tegmine sau elitre. Aripile posterioare sunt late, cu câmpul jugal bine dezvoltat, strânse în falduri longitudinale în lungul corpului în repaus și acoperite de tegmine. Au capul mare, ortognat, și protoracele bine dezvoltat. Antenele sunt filamentoase. Aparatul bucal este de tip masticator. Abdomenul este format din 10 segmente și poartă cerci și uneori stili inserați pe al 9-lea sternit la masculi. Cercii codali nu sunt formați din articole. La adulți există organe timpanale (auditive), pedale sau abdominale, precum și organe stridulante, cu care produc zgomote.
Se cunosc peste 22.000 de specii, larg răspândite pe glob, mai ales în stepă, dar se găsesc și în păduri, în grădini și chiar în casă, în peșteri, unele sunt hipogee (trăiesc sub pământ), chiar și mirmecofile (trăiesc în mușuroaiele de furnici). Au apărut în carbonifer și sunt în plină dezvoltare. Cele mai multe sunt insecte fitofage (ex. greierii, cosașii), unele dăunătoare (lăcustele, coropișnițele ș.a.), câteva sunt prădătoare.

## Sistematica
Ordinul cuprinde două subordine: Ensifera și Caelifera, care se deosebesc prin următoarele trăsături caracteristice:
| Caracterul                             | Ensifera | Caelifera |
| -------------------------------------- | --- | --- |
| Antena                                 | Antenele sunt mai lungi decât jumătatea lungimii corpului, fiind alcătuite din peste 30 de articole.           | Antenele sunt mai scurte decât jumătatea lungimii corpului, fiind alcătuite din mai puțin de 30 de articole.         |
| Organul timpanal (când este prezent)   | Organul timpanal se află pe tibia anterioară.                                                                  | Organul timpanal se află pe primul segment abdominal                                                                 |
| Organul stridulant (când este prezent) | Organul stridulant este tegmino-terminal. Stridulația se produce prin frecarea tegminei stângi de cea dreaptă. | Organul stridulant este termino-metafemural. Stridulația se realizează prin frecarea femurului posterior de tegmină. |
| Oviscaptul (ovipozitorul)              | Oviscaptul este lung, cu valvele strâns unite, uneori lipsind. Are formă de sabie sau de seceră                | Oviscaptul este scurt și are valvele neunite. Are formă de ciot.                                                     |
| Ouăle                                  | Ouăle sunt depuse câte unul, fără să formeze ooteci.                                                           | Ouăle sunt depuse în ootecă.                                                                                         |
| Năpârlirea                             | Exuvia este de obicei, mâncată                                                                                 | Exuvia nu este mâncată                                                                                               |